# William Fox Talbot
William Henry Fox Talbot (Melbury, 11 febbraio 1800 – Lacock, 17 settembre 1877) è stato un inventore e fotografo inglese.

## Biografia
Nacque a Melbury, nella contea di Dorset, in Inghilterra. Figlio unico di William Davenport Talbot (1764 - 1800) e Elisabeth Theresa (1773 - 1846), subì la perdita del padre a soli cinque mesi. La madre si risposò nel 1804 con Charles Feilding (1780 - 1837). Nonostante si firmasse come Henry Talbot e non amasse venire chiamato Fox, quest'ultimo è il nome che più frequentemente gli fu associato. Nel 1821, già brillante studente al Trinity College dell'Università di Cambridge, conobbe John Herschel a Monaco, con cui collaborò nei suoi studi sulla luce. Si laureò all'università di Cambridge in matematica. Nel 1831 entrò alla Royal Society. Inventò un procedimento fotografico che gli permise di ottenere su carta immagini dalle tonalità invertite (negativi), la tecnica della carta salata e la calotipia.
Pubblicò The Pencil of Nature (1844-46), il primo libro illustrato con fotografie originali su carta salata, ottenute dai suoi calotipi shadografici. 

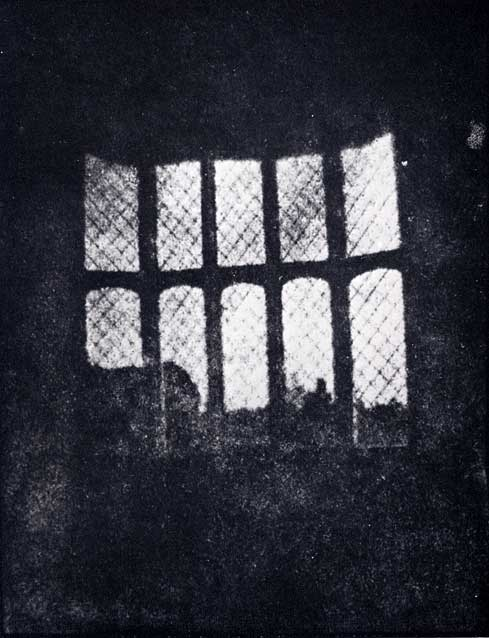
Talbot, Latticed window, immagine ricavata dal più antico negativo esistente, 1835

### L'immagine negativa
I primi esperimenti di Talbot nella riproduzione di immagini furono portati a termine nella primavera del 1834 all'Abbazia di Lacock, nel Wiltshire. Coprì dei fogli di carta da scrivere con una soluzione di sale comune e nitrato d'argento, rendendoli sensibili alla luce. Fu sufficiente posare una foglia sulla carta ed esporla alla luce per rendere scure le zone non protette dalla luce. In questo modo ottenne un negativo della foglia. Chiamò questa tecnica shadowgraph, sciadografia. 
Il 28 febbraio 1835 Talbot descrisse come si poteva ottenere un'immagine positiva dalla negativa. Annotò nel suo taccuino:
Per conferire durevolezza a questo risultato il negativo doveva essere «fissato», ovvero reso inalterabile alla luce del sole. A Ginevra Talbot scoprì che l'immagine poteva essere stabilizzata (quindi non più ricettiva alla luce) lavando il foglio con dello ioduro di potassio oppure nell’immergere il dipinto fotogenico in una forte soluzione di sale comune. Questa procedura fu chiamata fissaggio, un termine proposto da Herschel.

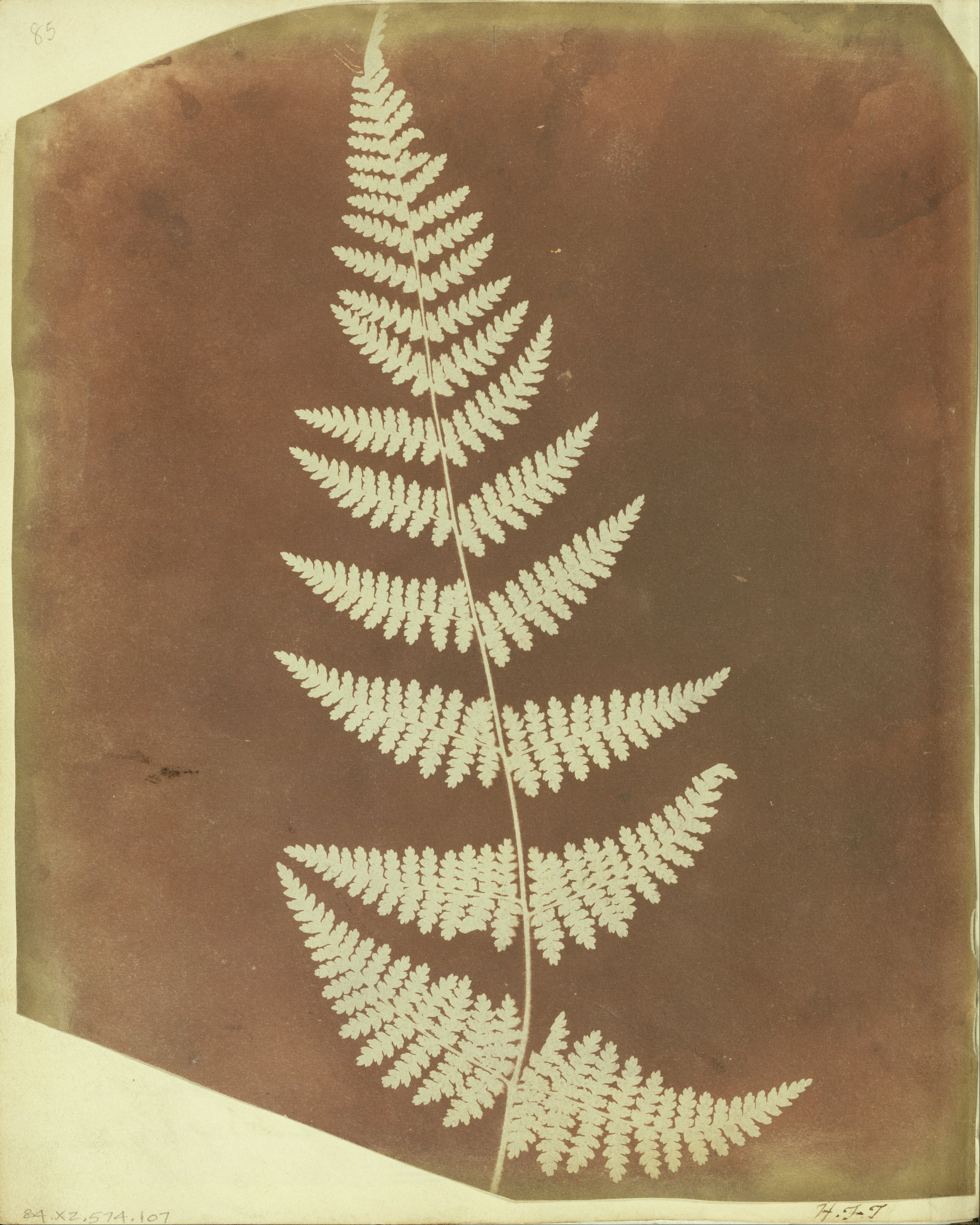
Disegno fotogenico (sciadografia), 1839

Le sue ricerche sulla luce si unirono nell'invenzione che lo rese famoso, la Calotipia oppure, derivata dal suo nome, Talbotipia. Si tratta di un procedimento fotografico che permetteva la riproduzione delle immagini con il metodo negativo / positivo. Fu presentata alla Royal Society sette mesi dopo quella di Louis Daguerre, il dagherrotipo.Questo ritardo fece perdere importanza alla calotipia, anche perché il metodo utilizzato da Talbot era più laborioso di quello presentato da Daguerre, e di qualità inferiore.
Per le sue scoperte nel campo della fotografia ricevette nel 1842 la medaglia Rumford dalla Royal Society. Tra il 1844 e il 1846, cinque anni dopo la nascita ufficiale della fotografia e a tre anni dall'apparizione del calotipo, pubblicò il volume The Pencil of Nature, contenente 24 calotipi, che si configura come il primo libro pubblicato con illustrazioni fotografiche. In seguito la calotipia guadagnò credito perché utilizzata per l'illustrazione a stampa: il negativo era inciso su lastre di rame e l'immagine riprodotta su una rotativa.
(Silvia Albertazzi)